# Љубав (будизам)
Љубав или благонаклоност (санскрт: maitrī, пали: mettā) је неопходан чинилац савршенства у будистичкој етици и једно од четири „узвишена боравишта“ (brahma-vihara).
Као противотров мржњи, која трује ум, Буда препоручује развијање пријатељске љубави према свим бићима, укључујући и саме себе.

## Етимологија
Пали реч мета се обично преводи као љубав мотивисана саосећањем, пријатељска љубав, благонаклоност. Неки је преводе и као свеопшту љубав.

## Будино учење
Буда је позивао да живимо у љубави међу онима који мрзе. Он је говорио да љубав премашује сва остала дела којима се стичу заслуге:
Монаси, каква год да је основа за стицање заслуга које утичу на место наредног препорађања, ниједна од њих не вреди ни шеснаестину ослобађања ума кроз благонаклоност и љубав. Ослобађање ума кроз благонаклоност и љубав све их надмашује и засењује својом блиставошћу и сјајем.— Буда
Према Будиним речима, испуњеност љубављу је пут којим се стиже до бога:
Који је, учениче, пут којим се стиже у друштво Браме? Кад монах живи прожимајући једну страну света умом испуњеним пријатељском љубављу, исто тако и другу страну, трећу и четврту, исто тако увис, надоле и свуда уоколо, љубављу према свима као и према самоме себи, кад живи прожимајући читав свет умом испуњеним пријатељском љубављу, обилном, узвишеном, немерљивом, без икаквог непријатељства и зловоље у себи. Када је уз помоћ пријатељске љубави ум ослобођен на овакав начин, нема више ограничавајућих поступака, ниједан не преостаје. Баш као што снажан трубач може без напора да пошаље свој звук на све четири стране света, исто тако, када је уз помоћ пријатељске љубави ум ослобођен на овакав начин, нема више ограничавајућих поступака, ниједан не преостаје. То је пут којим се стиже у друштво Браме.— Буда
Буда је учио да треба гајити ум пун љубави за своје непријатеље:
Монаси, чак и ако би разбојници почели дворучном тестером дивљачки да вам секу удове, један за другим, онај ко би свој ум испунио мржњом, не би следио моје учење. Зато, монаси, треба себе овако да вежбате: ‘Наши умови ће остати неокрзнути и нећемо изговорити лошу реч; остаћемо пуни саосећања за њихову добробит, ума испуњеног љубављу, никад обузети мржњом. Живећемо прожимајући их умом пуним љубави, прожимајући читав овај свет умом пуним љубави, обилне, узвишене, безграничне, без непријатељства и без мржње’. Тако би, монаси, требало себе да вежбате.— Буда